# Ancema ctesia
Ancema ctesia är en fjärilsart som beskrevs av William Chapman Hewitson 1865. Ancema ctesia ingår i släktet Ancema och familjen juvelvingar. IUCN kategoriserar arten globalt som livskraftig. Inga underarter finns listade i Catalogue of Life.

## Bildgalleri

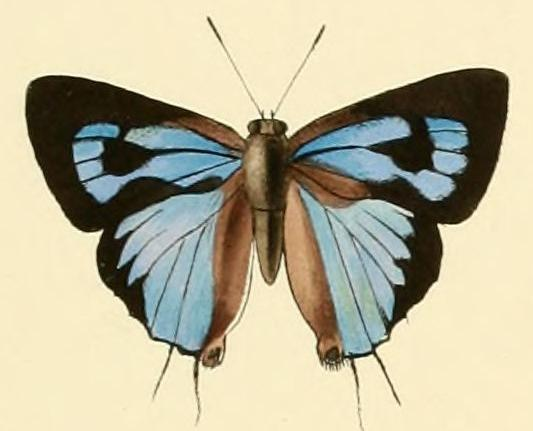
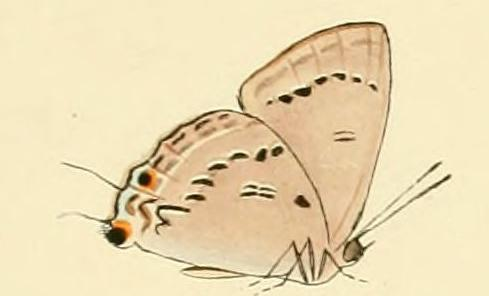